# Mäntyniemi
Le Mäntyniemi (Talludden en suédois, Mäntyniemi signifie littéralement "la pointe du pin") est l'une des trois résidences officielles du président de la République de Finlande après le palais présidentiel et Kultaranta. 
La construction de Mäntyniemi s'est achevée en 1993. Quatre présidents y ont vécu depuis lors : Mauno Koivisto, Martti Ahtisaari, Tarja Halonen et Sauli Niinistö.
Le site est l'un des plus sécurisés de la capitale finlandaise depuis 2000, date à laquelle la présidente Halonen a décidé d'y résider de façon permanente avec son époux, jusqu'à la fin de son mandat en 2012.
Sauli Niinistö et son épouse Jenni ont suivi l'exemple de leurs prédécesseurs et se sont installés eux aussi à Mäntyniemi.

## Historique
Quand le président Urho Kekkonen quitte ses fonctions en 1981 du fait d'une grave maladie, il est autorisé à demeurer dans la résidence de Tamminiemi jusqu'à sa mort en 1986. Elle est ensuite transformée en musée.
Le gouvernement finlandais décide alors de construire une nouvelle résidence présidentielle dans le quartier de Meilahti à Helsinki. Il avait en effet acheté, en 1983, un terrain de 2,8 hectares appelé Mäntyniemi. Le concours ouvert aux architectes fait l'objet de 203 candidatures et est remporté par Reima et Raili Pietilä. La construction a commencé en septembre 1989.
Mäntyniemi est la première résidence officielle à être construite spécifiquement pour le chef de l'État finlandais. Elle se trouve sur le bord de mer et des marches conduisent de la salle de réception principale à une terrasse sur le front de mer. Les aménagements du jardin ont été réalisés par Maj-Lis Rosenbröjer de façon à être en harmonie avec la végétation naturelle.
Le 20 août 2000, Tarja Halonen, élue cinq mois plus tôt à la tête de l'État, se marie dans un salon de Mäntyniemi avec son compagnon de longue date, Pentti Arajärvi, au cours d'une cérémonie civile. Anna Pekkonen, fille de Tarja Halonen, et le fils d'Arajärvi sont les témoins de cette union.
De nos jours, le site est quasiment inaccessible, car gardé par une centaine de policiers qui assurent la sécurité du couple présidentiel, qui y vit depuis mars 2012, et l'entrée en fonction de Sauli Niinistö. Mais le site était déjà l'objet d'une étroite surveillance sous les présidences précédentes.

## Architecture

### Extérieurs
Le site comprend trois bâtiments. Le bâtiment principal représente la quasi-totalité de la surface au sol avec 2 000 m2 sur les 2 312 m2 totaux. Dans ce bâtiment se trouvent les appartements privés du président (680 m2), les salons de réception (916 m2) et les bureaux (424 m2). Les deux autres bâtiments sont une petite guérite et une dépendance comprenant notamment des locaux techniques et de service. Le président peut organiser des réunions et recevoir des visiteurs à Mäntyniemi. Des réceptions peuvent aussi y être organisées, cependant d'une envergure moindre qu'au Palais présidentiel.
La maison principale comporte 300 fenêtres de différentes tailles et 190 portes. La structure est réalisée en granite finlandais, en verre et en cuivre. Les pierres (telles que le granite), et le bois (de bouleau) sont parmi les matériaux couramment utilisés à l'intérieur avec le béton.

### Intérieurs
Le design intérieur, l'ameublement, les textiles, la vaisselle et les autres éléments ont été conçus spécifiquement pour Mäntyniemi. Les œuvres d'art ont été choisies par voie de concours.
Le hall de l'entrée principale contient un relief de Reijo Paavilaine appelé Les voyages de Lemminkäinen, tandis que la salle à manger accueille l’œuvre de Kimi Pakarinen, We All Have the Same Blood.

## Sources
- (fi) Cet article est partiellement ou en totalité issu de l’article de Wikipédia en finnois intitulé « Mäntyniemi » (voir la liste des auteurs).

## Compléments